# Matt Nagy
Matthew "Matt" Nagy (/ˈnɛɡi/ ou/ˈnæɡi/ ), nascido em 24 de abril de 1978 - é um treinador de futebol americano profissional e ex-quarterback de futebol de arena. Ele comandou o Chicago Bears, franquia pertencente a National Football League (NFL), de 2018 a 2021.
Nagy jogou futebol americano universitário na Universidade de Delaware de 1997 a 2000, onde estabeleceu vários recordes de aprovação em escolas. Depois de não conseguir um contrato com a NFL, ingressou na Arena Football League (AFL), onde passou seis temporadas atuando pelo New York Dragons, Carolina Snakes, Georgia Force e Columbus Destroyers.
Após o término de sua carreira como jogador, Nagy se tornou treinador assistente do Philadelphia Eagles em 2009, passando cinco temporadas em diferentes comandos de posições ofensivas sob o comando do técnico Andy Reid. Em 2013, quando Reid se juntou ao Kansas City Chiefs, Nagy o seguiu para se tornar o treinador de quarterback, função que desempenhou até ser promovido a coordenador ofensivo em 2016. 
Ele foi contratado como treinador principal do Chicago Bears em 2018, liderando o time para o seu primeiro titulo da NFC North e aparição nos playoffs desde 2010, em seu primeiro ano no comando. Neste ano, por conta de sua performance recebeu duas premiações como treinador do ano, um entregue pela Associated Press; e o outro pelo Pro Football Writers of America. 